# Otto Bieleit
Otto Bieleit (ur. ?; zm. ?) – niemiecki lotnik, as myśliwski z okresu I wojny światowej. Uzyskał 5 zwycięstw powietrznych. 
Przed pierwszą połową września 1918 roku służył w  Jagdstaffel 45, gdzie 2 września odniósł swoje pierwsze zwycięstwo powietrzne. W okolicach francuskiej miejscowości Baslieux zestrzelił nieprzyjacielski samolot SPAD. W tym samym miesiącu został przeniesiony do Jagdstaffel 66, którą od 19n  września dowodził Werner Preuss. W jednostce Bieleit odniósł jeszcze cztery zwycięstw. Ostatnie na 2 tygodnie przed zakończeniem wojny – 27 października 1918 roku. Powojenne losy Otto Bieleita nie są znane.